# 約翰·史韜柏
約翰·史韜柏（英語：John Stauber，1953年—）是美國作家和社會運動者，媒體與民主中心的創始人和前執行董事。

## 生平
1993年，史韜柏在威斯康辛州麥迪遜市創立了非營利組織「媒體與民主中心」，並擔任該中心出版物《PR Watch》的編輯。2008年，他從該中心退休。
他與謝爾登·藍普頓合著了多本著作，包括《有毒污泥愛你好》、《大規模欺騙性武器》、《拜金共和黨》、《專家保證》、《美國狂牛》、《史上最棒的戰爭》等，內容涉及政府宣傳、私人利益和公共關係行業。

## 獎項
- 2001年，歐威爾獎（英语：Orwell Award）（與藍普頓共同獲獎）[5]。

## 外部連結
- 約翰·史韜柏的X（前Twitter） （英文）
- C-SPAN內的頁面（英文）